# Петиційний рух
Петиційний рух — одна з форм масового селянського руху в Україні під час революції 1905—1907. Щиро вірячи в можливість вирішити політичні й економічні питання через Державну думу, селяни на своїх численних сільських сходах складали петиції (накази) депутатам, в яких скаржилися на своє нестерпне становище та вимагали наділення їх землею, звільнення політв'язнів, припинення російсько-японської війни 1904—1905, надання політичних свобод, скликання Установчих зборів, безплатного навчання тощо. Основними лозунгами селянських петицій стали: земля, воля, рівність і освіта.